# Movistar Team/2022
Deze pagina geeft een overzicht van de UCI World Tour wielerploeg Movistar Team in 2022.

## Algemeen
Algemeen Manager: Eusebio Unzué
Teammanager: José Luis Jaimerena
Ploegleiders: Chente García Acosta , Pablo Lastras, Jorge Sanz, Maximilian Sciandri, Patxi Vila, Iván Velasco
Fietsen: Canyon
Banden: Continental
Auto's: Volvo
Overige: ABUS (fietshelmen), fi'zi:k (schoenen), la Passione (fietskleding), SRAM (Onderdelen)

## Renners
| Naam                  | Geboortedatum | Nationaliteit    | Ploeg 2021             |
| --------------------- | ------------- | ---------------- | ---------------------- |
| Alex Aranburu         | 19-09-1995    | Spanje           | Astana-Premier Tech    |
| Jorge Arcas           | 08-07-1991    | Spanje           |                        |
| William Barta         | 04-01-1996    | Verenigde Staten | EF Education-Nippo     |
| Iñigo Elosegui        | 06-03-1998    | Spanje           |                        |
| Imanol Erviti         | 15-18-1983    | Spanje           |                        |
| Iván García           | 20-11-1995    | Spanje           |                        |
| Abner González Rivera | 09-10-2000    | Puerto Rico      |                        |
| Juri Hollmann         | 30-08-1999    | Duitsland        |                        |
| Gorka Izagirre        | 07-10-1987    | Spanje           | Astana-Premier Tech    |
| Johan Jacobs          | 01-03-1997    | Zwitserland      |                        |
| Matteo Jorgenson      | 01-07-1999    | Verenigde Staten |                        |
| Max Kanter            | 22-10-1997    | Duitsland        | Team DSM               |
| Oier Lazkano          | 07-11-1999    | Spanje           | Caja Rural-Seguros RGA |
| Enric Mas             | 07-01-1995    | Spanje           |                        |
| Lluís Mas             | 15-10-1989    | Spanje           |                        |
| Gregor Mühlberger     | 04-04-1994    | Oostenrijk       |                        |
| Mathias Norsgaard     | 05-05-1997    | Denemarken       |                        |
| Nélson Oliveira       | 06-03-1989    | Portugal         |                        |
| Antonio Pedrero       | 23-10-1991    | Spanje           |                        |
| Vinicius Rangel Costa | 26-05-2001    | Brazilië         | -                      |
| Óscar Rodríguez       | 06-05-1995    | Spanje           | Astana-Premier Tech    |
| José Joaquín Rojas    | 08-08-1985    | Spanje           |                        |
| Einer Rubio           | 22-02-1998    | Colombia         |                        |
| Sergio Samitier       | 31-08-1995    | Spanje           |                        |
| Gonzalo Serrano       | 17-08-1994    | Spanje           |                        |
| Iván Sosa             | 31-10-1997    | Colombia         | INEOS Grenadiers       |
| Albert Torres         | 26-04-1990    | Spanje           |                        |
| Alejandro Valverde    | 25-04-1980    | Spanje           |                        |
| Carlos Verona         | 04-11-1992    | Spanje           |                        |

### Vertrokken
| Naam               | Geboortedatum | Nationaliteit       | Ploeg 2022                      |
| ------------------ | ------------- | ------------------- | ------------------------------- |
| Juan Diego Alba    | 11-09-1997    | Colombia            | Drone Hopper-Androni Giocattoli |
| Héctor Carretero   | 28-05-1995    | Spanje              | Equipo Kern Pharma              |
| Dario Cataldo      | 17-03-1985    | Italië              | Trek-Segafredo                  |
| Gabriel Cullaigh   | 08-04-1996    | Verenigd Koninkrijk | Saint Piran                     |
| Miguel Ángel López | 04-02-1994    | Colombia            | Astana Qazaqstan                |
| Sebastián Mora     | 19-02-1988    | Spanje              | ?                               |
| Marc Soler         | 22-11-1993    | Spanje              | UAE Team Emirates               |
| Davide Villella    | 27-06-1991    | Italië              | Cofidis                         |

## Overwinningen
| Nationale kampioenschappen wielrennen Brazilië - wegwedstrijd: Vinicius Rangel Costa Denemarken- tijdrit: Mathias Norsgaard Puerto Rico - wegrit: Abner González Rivera Trofeo Pollança-Port d'Andratx Alejandro Valverde Gran Camiño 3e etappe: Alejandro Valverde Eindklassement: Alejandro Valverde Puntenklassement: Alejandro Valverde Bergklassement: Iván Sosa PLoegenklassement: *1) | Ronde van Asturië 2e etappe: Iván Sosa Eindklassement Iván Sosa Route d'Occitanie Puntenklassement: Max Kanter Ronde van Wallonië 2e etappe: Oier Lazkano Ronde van de Ain 3e etappe: Antonio Pedrero Ronde van de Limousin-Nouvelle-Aquitaine 2e etappe: Alex Aranburu Eindklassement: Alex Aranburu | Ronde van Duitsland Ploegenklassement: *2) Ronde van Groot-Brittannië 4e etappe: Gonzalo Serrano Eindklassement: Gonzalo Serrano Ronde van Emilia Enric Mas Gran Piemonte Iván García Cortina Ronde van Langkawi 3e etappe: Iván Sosa Eindklassement: Iván Sosa Ploegenklassement: *3) |

*1) Ploeg Gran Camiño: Arcas, G. Izagirre, Oliveira, Rojas, Serrano, Sosa, Valverde
*2) Ploeg Ronde van Duitsland: Hollmann, Kanter, Pedrero, Rodríguez, Rubio, Sosa
*3) Ploeg Ronde van Langkawi: Jorgenson, Kanter, Norsgaard, Rangel Costa, Rubio, Sosa
Mannen: 2003 · 2004 · 2005 · 2006 · 2007 · 2008 · 2009 · 2010 · 2011 · 2012 · 2013 · 2014 · 2015 · 2016 · 2017 · 2018 · 2019 · 2020 · 2021 · 2022 · 2023 · 2024 · 2025
Vrouwen: 2018 · 2019 · 2020 · 2021 · 2022 · 2023 · 2024 · 2025
AG2R-Citroën · Astana Qazaqstan · Bahrain Victorious · BORA-hansgrohe · Cofidis · EF Education-EasyPost · Groupama-FDJ · INEOS Grenadiers · Intermarché-Wanty-Gobert Matériaux · Israel-Premier Tech · Lotto Soudal · Movistar Team · Quick Step-Alpha Vinyl · Team BikeExchange Jayco · Team DSM · Team Jumbo-Visma · Trek-Segafredo · UAE Team Emirates